# Estadio Jean-Bouin
El Estadio Jean-Bouin (en francés, Stade Jean-Bouin) es un estadio multiusos, utilizado principalmente para la práctica del rugby, situado al oeste de la ciudad de París, en Francia, específicamente en el distrito XVI, en la periferia parisina.
Es la sede del Stade Français del Top 14, la liga profesional de rugby de Francia, desde que se inauguró en 1925. Fue reconstruido totalmente entre 2010 y 2013, posee una capacidad para 20 000 asientos. Asimismo,  el estadio fue la sede principal de la Copa Mundial Femenina de Rugby y el Seven de Francia de la Serie Mundial de Rugby 7 se ha jugado allí en 2005, 2006, y entre 2016 y 2019.
El estadio lleva el nombre del destacado deportista francés Jean Bouin (1888-1914), que estableció varios récords nacionales e internacionales de atletismo en los años previos a la Primera Guerra Mundial, en la cual perdió la vida a la edad de tan sólo 25 años.
Se encuentra contiguo al estadio Parque de los Príncipes, donde juega el Paris Saint-Germain, entre las calles Avenue du Général Sarrail, Rue Claude Farrere y Rue Nungesser et Coli, al recinto se accede fácilmente a través del metro de París por las estaciones Porte de Saint-Cloud (en Línea 9) y Porte d'Auteuil (en Línea 10 del Metro de París).

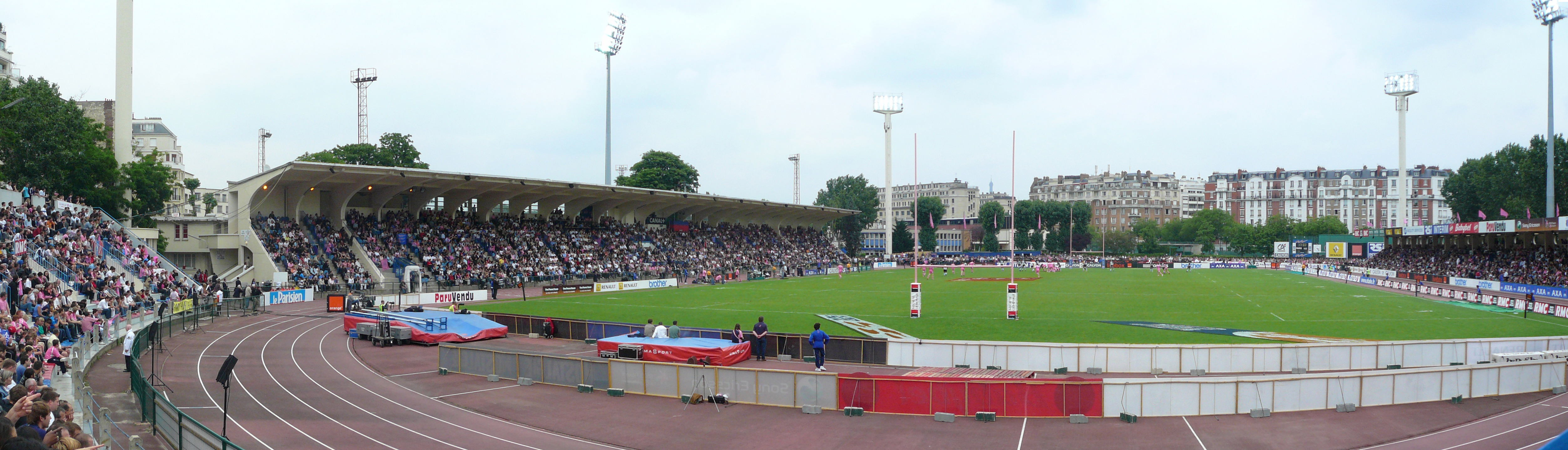
Panorámica del estadio en 2008.

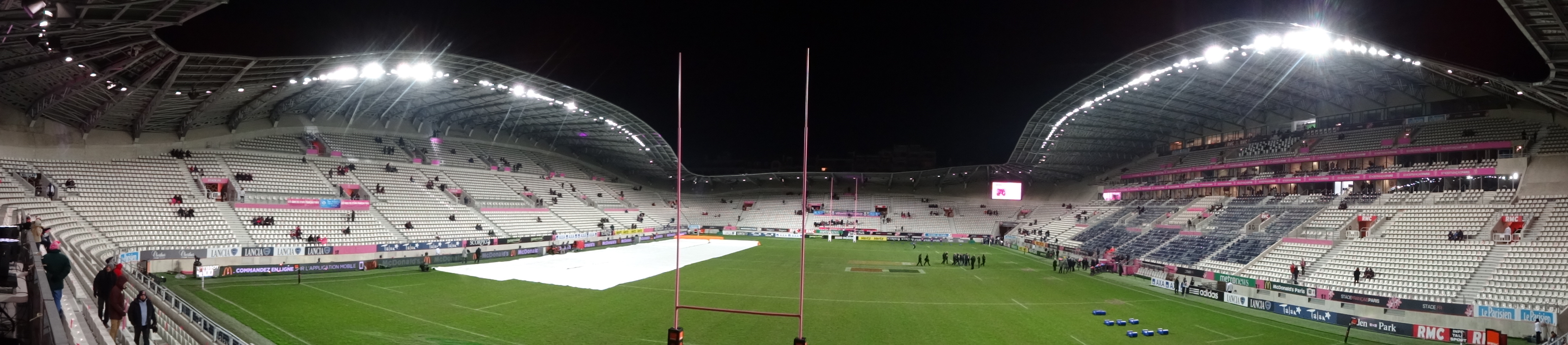
Panorámica tras la reconstrucción en 2013.

## Galería

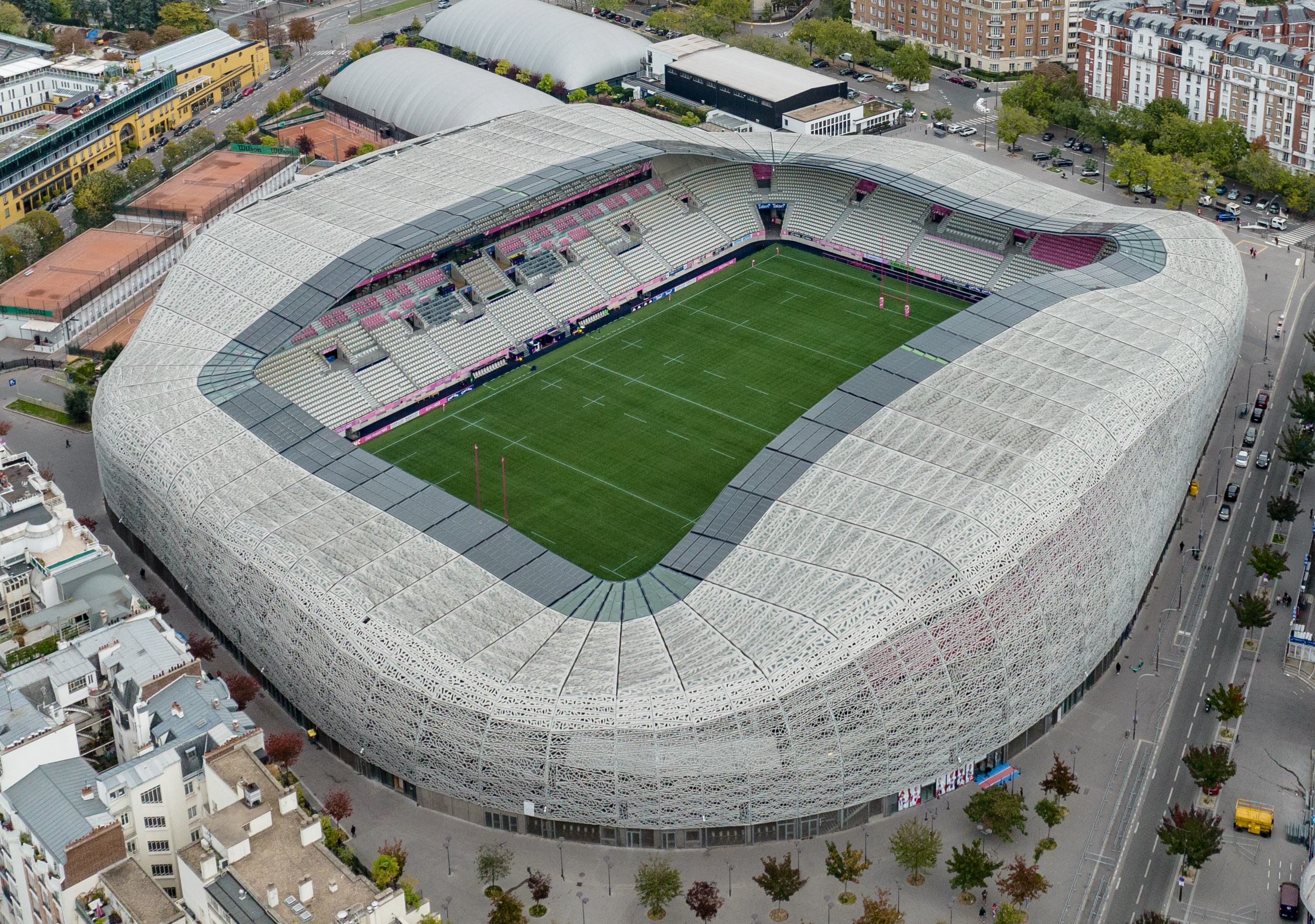
Vista aérea del estadio
Ubicación del estadio junto al Parque de los Príncipes
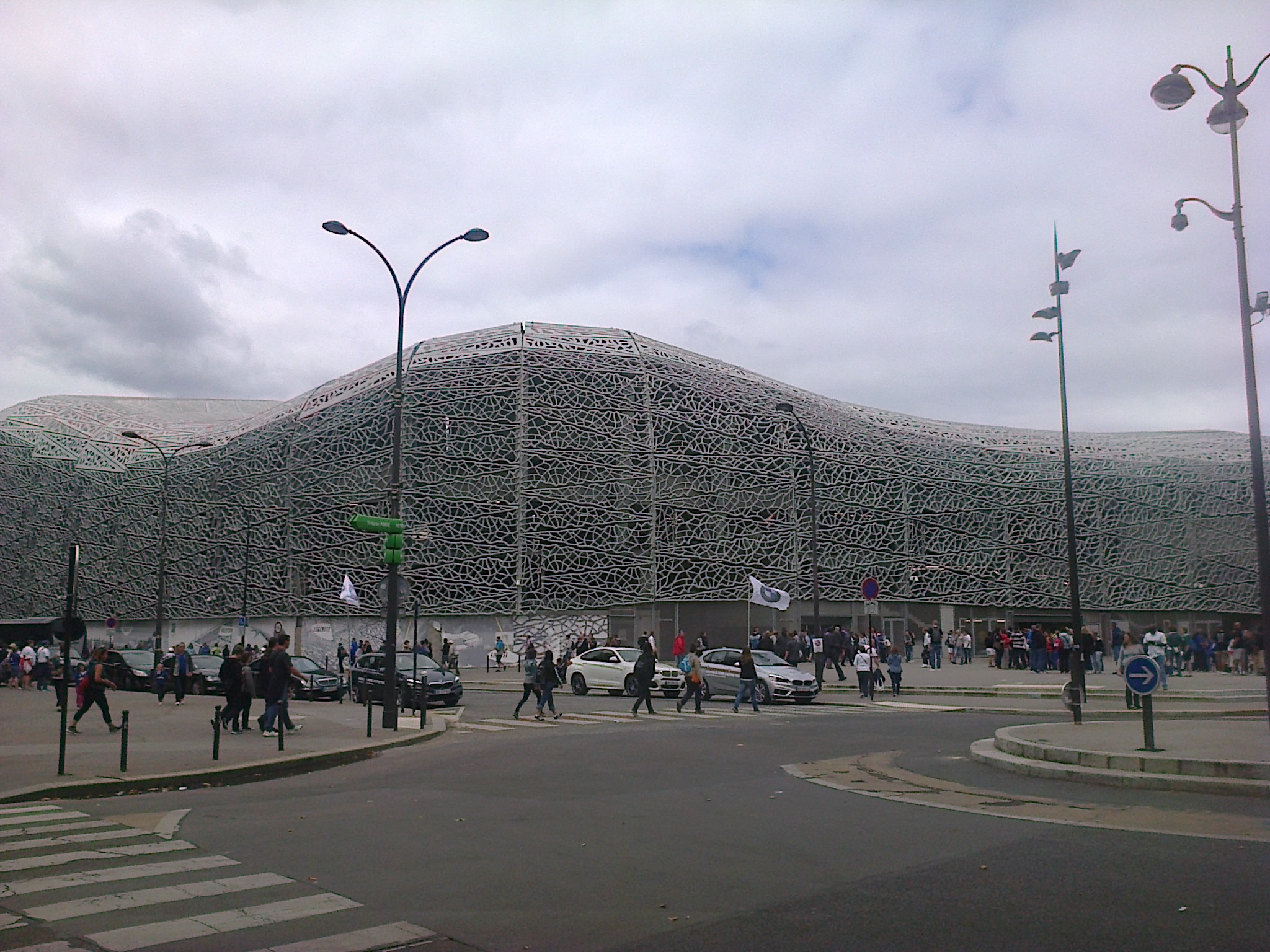
Vista del exterior del estadio
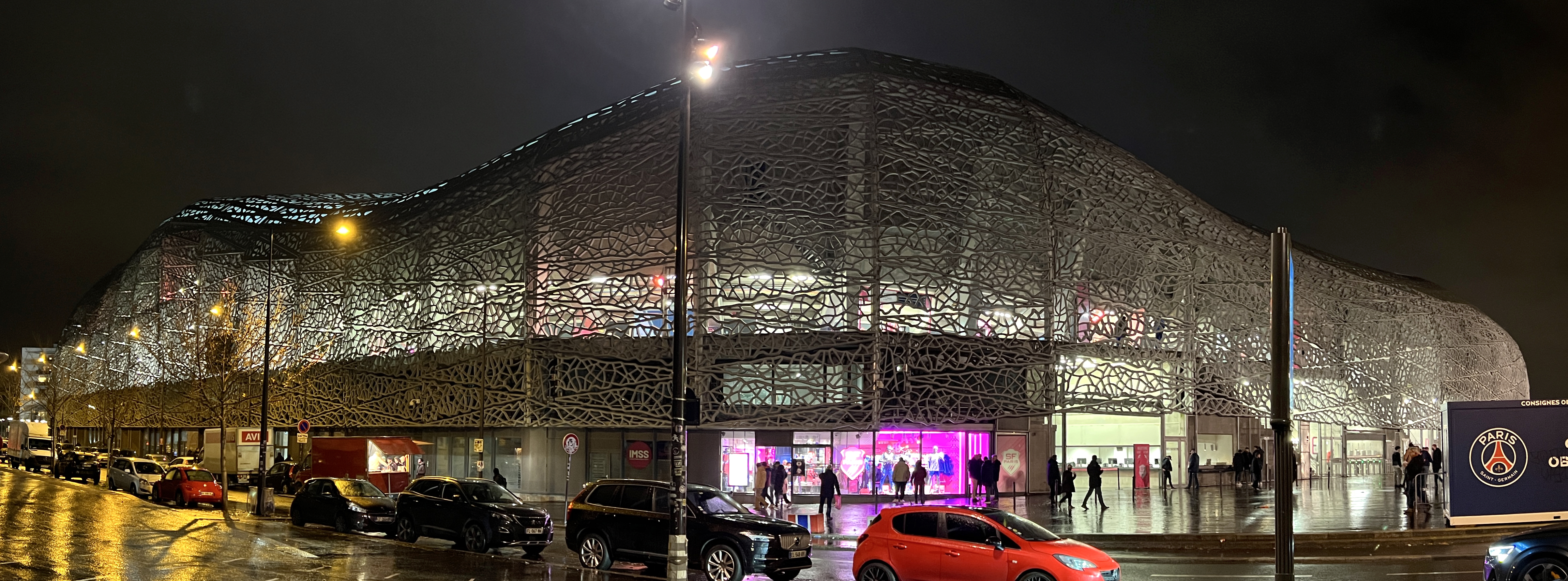
Vista nocturna del exterior del estadio
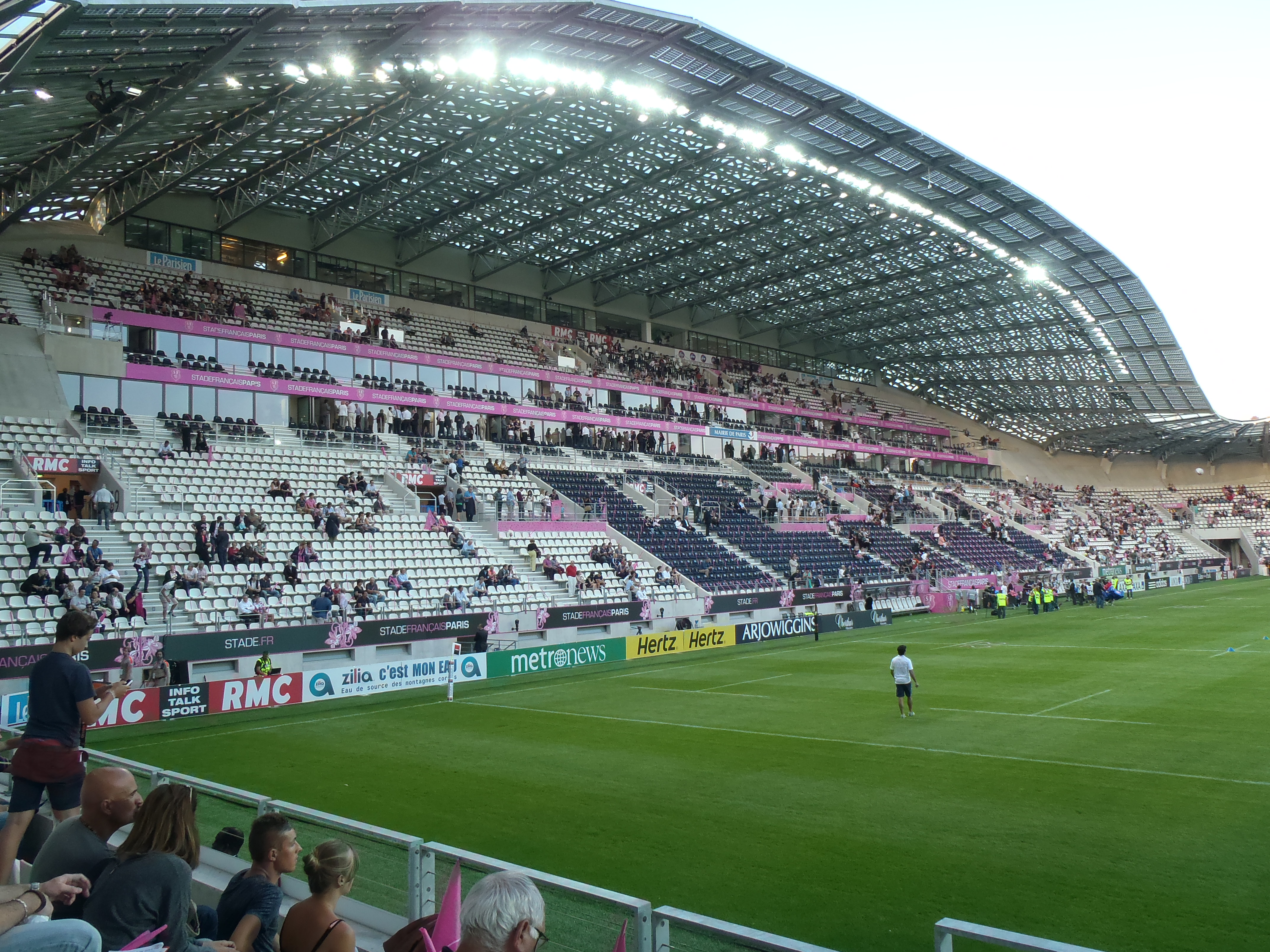
Vista de la tribuna Presidencial
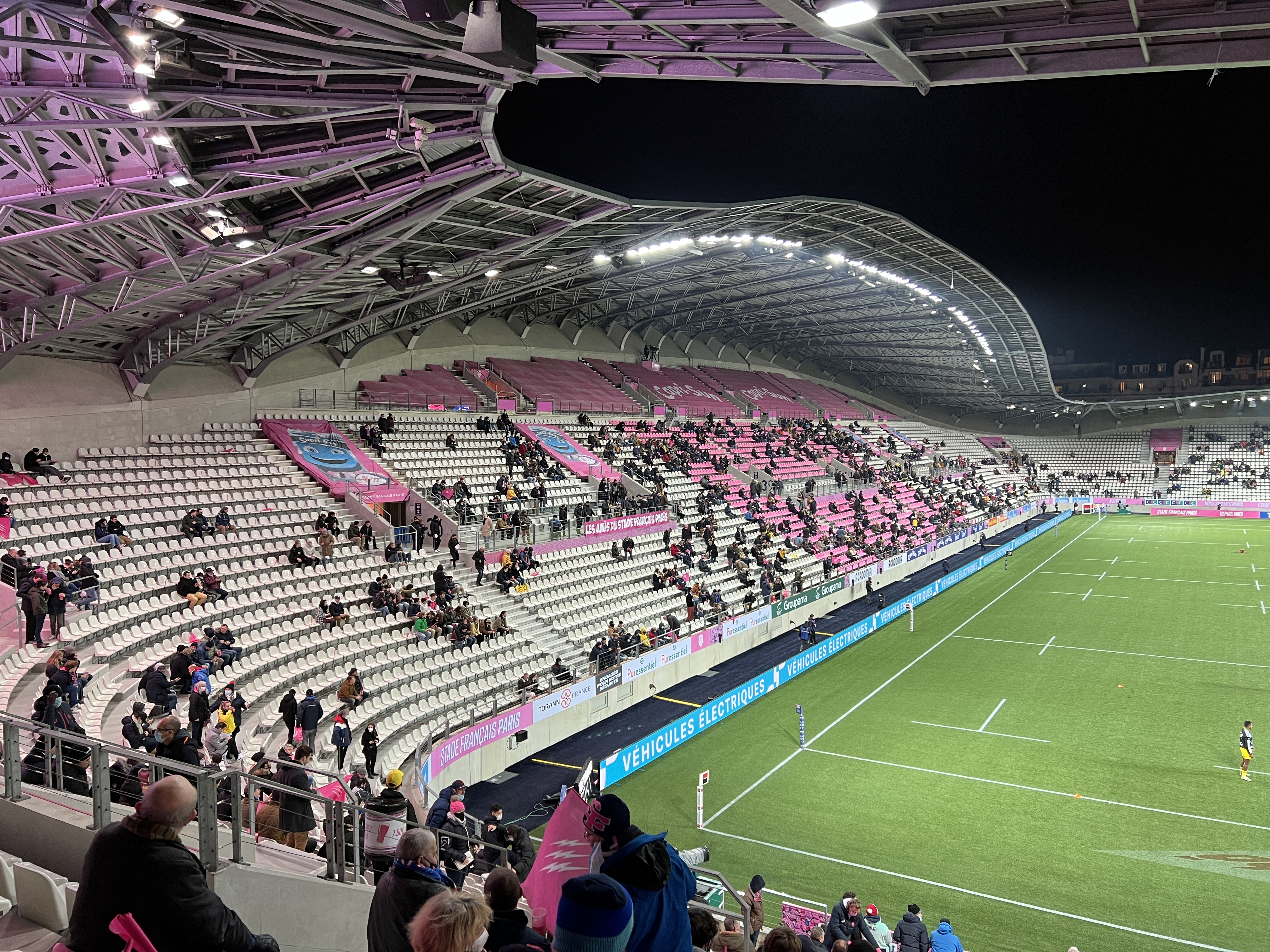
Vista de la tribuna París
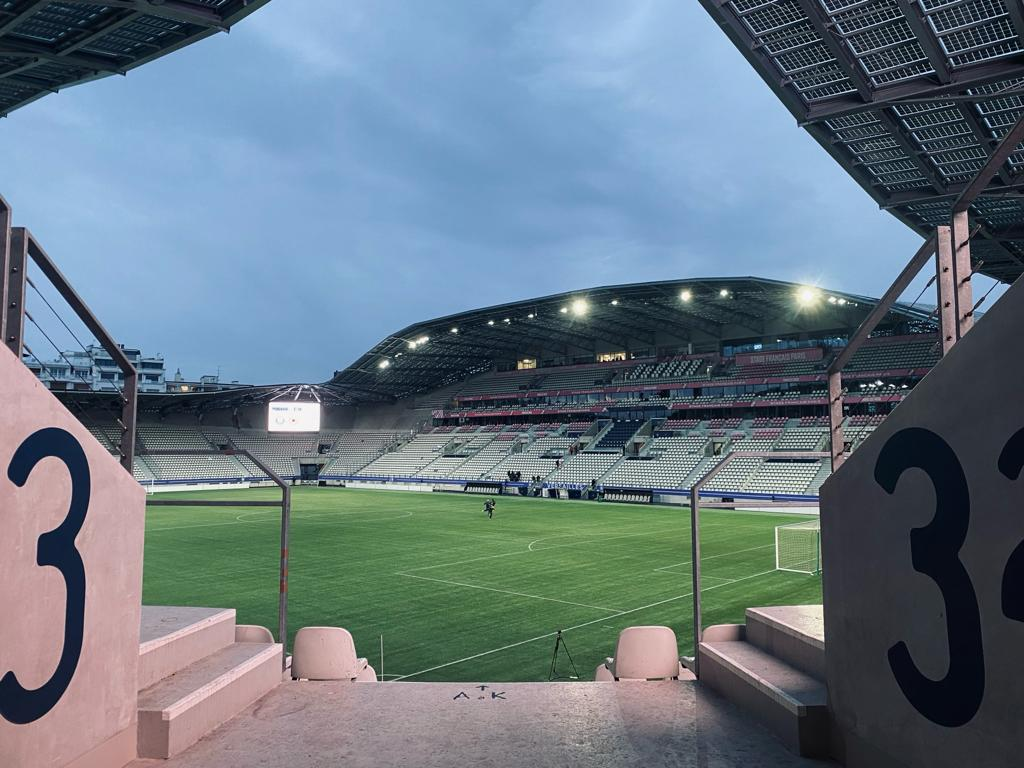
Vista de la tribuna presidencial durante un partido de fútbol del FC Versailles,un club francés de tercera división